# Zalissea, Șațk
Zalissea (în ucraineană Залісся) este un sat în comuna Pulmo din raionul Șațk, regiunea Volînia, Ucraina.

## Demografie
Componența lingvistică a localității Zalissea
     Ucraineană (98,9%)
     Alte limbi (1,11%)
Conform recensământului din 2001, majoritatea populației localității Zalissea era vorbitoare de ucraineană (98,9%), existând în minoritate și vorbitori de alte limbi.